# Cidade de Pedra
A Cidade de Pedra ou Mji Mkongwe (em suaíli significa "Cidade antiga") é um bairro e a parte mais antiga da cidade de Zanzibar — a capital da região de Unguja Ocidental e da região de Zanzibar, uma parte da Tanzânia.
O centro antigo é construído numa península triangular de landa na costa oeste da ilha.  A parte mais antiga do centro consiste de um aglomerado de becos próximos a casas,  lojas, Bazares e Mesquitas.  Os carros são algumas vezes muito grandes para circular em muitas das enroscadas curvas.
A arquitectura suahili incorpora elementos dos estilos arquitetônicos árabe, persa, indiana, alemã, francesa, britânica e africana.  As casas árabes são particularmente notáveis porque têm uma larga e adornada porta de madeira com formas não usuais tais como pórticos anexos de madeira. 
O lugar foi ocupado por aproximadamente três séculos com apenas edifícios construídos de pedra até 1830.
Dois prédios maiores dominam a parte frontal da Cidade de Pedra.  Um é o Beit-El-Ajaib ou Casa das Maravilhas, que foi construído pelo Sultão Seyyid Barghash como um grande palácio para propósitos cerimoniais.  O outro é o forte árabe que permanece no local de um antigo assentamento português e que foi convertido em forte durante o Século XVIII.
A Cidade de Pedra de Zanzibar está localizada aproximadamente no meio da costa oeste de Unguja.

## Cidadãos notórios
- Freddie Mercury (1946-1991) - vocalista da banda Queen
- Tippu Tip (1837-1905) - famoso mercador de escravos do período da colonização européia da África.
- Sadão el-Bahaj (1940-1990) - cantor